# Заречье (Конаковский район)
Заречье — деревня в Конаковском районе Тверской области. Входит в состав Селиховского сельского поселения.

## География
Находится в юго-восточной части Тверской области на расстоянии приблизительно 2 км на юго-восток по прямой от районного центра города Конаково на правом берегу речки Донховка.

## История
В 1931 году эта часть села Селихово стала отдельной деревней и образовала свой колхоз с названием «Красное Заречье».

## Население
Численность населения: 77 человек (русские 100 %) в 2002 году, 69 в 2010.